# Unidos do Jacarezinho
Grêmio Recreativo Escola de Samba Unidos do Jacarezinho (ou simplesmente Unidos do Jacarezinho) é uma escola de samba da cidade do Rio de Janeiro. Nasceu da fusão de três agremiações: Unidos do Morro Azul, de cores azul e rosa, fundada a 28 de março de 1946 por Dona Andressa Moreira da Silva, líder comunitária e uma das primeiras mulheres a assumir a presidência de uma escola de samba; Unidos do Jacaré, de cores verde e rosa; e pelo bloco carnavalesco "Não Tem Mosquito", de cores vermelho e branco. A escola está sediada na Avenida Dom Hélder Câmara, n.º 2233, no bairro carioca do Jacarezinho. Possui seis campeonatos conquistados em grupos de acesso.

## História
Em seu primeiro ano como escola de samba, a Unidos do Jacarezinho conquista o título do Grupo 3 com o enredo "Exaltação a Frei Caneca" no ano de 1967. Em 1970, a escola já se apresentava no Grupo principal das escolas de samba do Rio de Janeiro com o enredo O fabuloso mundo do Circo conquistando a penúltima colocação, voltando ao grupo 2. Voltaria em 1973 a desfilar entre as grandes com o enredo Ameno Resedá, porém mais uma vez foi rebaixada.
No final da década de 1970, a escola foi sucessivamente rebaixada, chegando a desfilar no último grupo das escolas de samba (Grupo 2-B). Com duas ascensões consecutivos, em 1981 e em 1982, esta última alcançando o campeonato com o enredo sobre Geraldo Pereira, a escola voltou à segunda divisão do carnaval carioca.
A volta à elite, entretanto, foi conquistada no ano de 1986, com o título do Grupo 1-B, (equivalente hoje a série A), com o enredo "Candeia, luz de inspiração", do carnavalesco Flávio Tavares, retornando ao Grupo Especial.
No ano de 1987, a Unidos do Jacarezinho abriu o desfile de domingo com o enredo Lupicínio Rodrigues, dor de cotovelo, também do carnavalesco Flávio Tavares, mas a escola ficou em penúltimo lugar e retornou ao Grupo 1-B. 
Em 1988 a escola foi vice-campeã do grupo 1-B, com o enredo "Parabéns pra vocês", homenageando comunicadores infantis e, em 1989, desfilou no Grupo Especial com o enredo Mitologia, Astrologia e Horóscopo, uma Benção para o carnaval brasileiro, de Lucas Pinto. Mais uma vez não conseguiu evitar o rebaixamento, ficando em 18º e último lugar. Depois disso a escola nunca mais voltou ao Grupo Especial. Em 1992, teve destaque no Grupo 1, quando apresentou um enredo em homenagem a Maria Clara Machado.
Depois desse desfile, oscilou entre os grupos A e B, até que, em 2005, quando homenageou o compositor Monarco, a escola caiu para o Grupo C, que desfila na Intendente Magalhães. Após três carnavais, conseguiu ser campeã do grupo de Acesso C com a reedição do enredo de 1992 (A visita do Jacarezinho ao reino encantado de Maria Clara Machado), obtendo nota dez em todos os quesitos e voltou a desfilar no Sambódromo.
No seu retorno ao Grupo de Acesso B, a rosa e branco trouxe como carnavalesco o ex-rei momo Alex de Oliveira, que com o enredo "Ora, pois, pois... Tem paticumbum à vista!", em homenagens aos portugueses no samba carioca. A escola, apesar do bom desfile, ficou em 3° lugar na classificação geral com 239.6 pontos, permanecendo no mesmo grupo em 2010.
Para 2010, entretanto, o Jacarezinho voltou a fazer um desfile irregular. O enredo sobre a internet no carnaval, denominado Jacarezinho.com.br. levou a escola novamente à Intendente Magalhães, ao se classificar na 10º colocação, sendo rebaixada para o Grupo Rio de Janeiro 2, em 2011. Com uma homenagem ao baluarte da Mangueira, Nelson Sargento, a escola foi campeã na Intendente Magalhães, no ano seguinte.
No seu retorno à Sapucaí, em 2013, a agremiação preparou uma homenagem a outro ícone da sua madrinha (Mangueira), o falecido intérprete Jamelão, que completaria 100 anos de nascimento.. Naquele ano, com a fusão dos grupos A e B na nova Série A, o Jacarezinho obteve duas promoções de uma só vez. A escola recebeu ajuda financeira da Mangueira, mas a homenagem a Jamelão não foi bem recebida por parentes, e Jamelão Neto não autorizou o uso da imagem de seu avô, afirmando que processaria a agremiação. Na apuração, o Jacarezinho se classificou em penúltimo lugar, sendo rebaixada de volta à AESCRJ.
Em 2016, o famoso compositor Barbeirinho do Jacarezinho foi eleito presidente da agremiação, mas não chegou a concluir seu mandato, falecendo em dezembro de 2017. No ano seguinte, a escola acabou rebaixada à quarta divisão. 
Retornou à terceira divisão em 2020, após a LIESB anunciar a fusão da Série B com a Série C, formando o Grupo Especial da Intendente Magalhães. Em 2023, a escola reeditou seu enredo de 2002 em homenagem ao desenhista Daniel Azulay, terminando na oitava colocação. No carnaval de 2025, a Unidos do Jacarezinho conquistou o título de campeã da Série Prata, garantindo seu retorno à Série Ouro e aos desfiles da Marquês de Sapucaí após 12 anos. A escola fez um desfile sobre a luz e suas infinitas potencialidades. Após o desfile, o carnavalesco Carlos Eduardo, o casal Yuri Souzah e Débora de Almeida e o intérprete Barata Benevenuto foram desligados da agremiação.
Para o carnaval de 2026, o Jacarezinho reformulou parte da equipe ao contratar o carnavalesco Bruno de Oliveira, o coreógrafo Akia de Almeida, o casal de mestre-sala e porta-bandeira Maycon Ferreira e Lorenna Brito e o intérprete Thiago Acácio, egresso do Arranco. Luis Claudio Andrade e Arídio Oliveira assumiram a direção de carnaval. Com a aposentadoria de Neguinho da Beija-Flor após o carnaval de 2025, Ailton Santos se tornou o intérprete mais longevo a defender uma escola de samba do Rio de Janeiro, estando no Jacarezinho desde 2006. Em 21 de junho de 2025, a escola confirmou que o enredo para o carnaval de 2026 será uma homenagem ao cantor e compositor Xande de Pilares, com o título "O ar que se respira agora inspira novos tempos".

## Segmentos

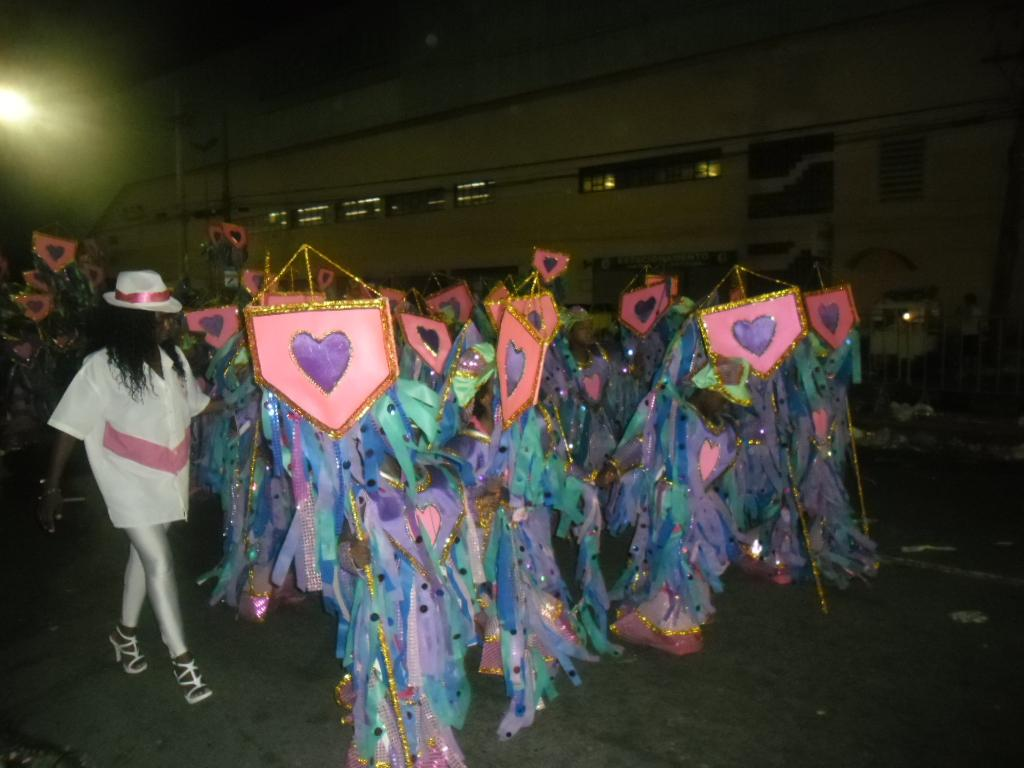
Imagem do desfile de 2012.

### Presidência
| Mandato                                      | Presidente                                           | Referência    |
| -------------------------------------------- | ---------------------------------------------------- | ------------- |
| 1966 - 1973                                  | Ney Gaspar Gonçalves                                 | [ 14 ]        |
| 1974 - 1975                                  | Mário José                                           | [ 15 ]        |
| 1976 - 1977                                  | José Thomas da Conceição                             | [ 16 ]        |
| 1978 - 1980                                  | Egberto Kemper (Beto Branco)                         | [ 17 ]        |
| 1981 - 1985                                  | José Thomas da Conceição                             | [ 18 ]        |
| 1986 - 1987                                  | Jorge Reis Couto                                     | [ 19 ]        |
| 1988 - 1992                                  | Francisco Sérgio Brollo (Kojak)                      | [ 20 ]        |
| 1993 - 1994                                  | Hildemar Diniz (Monarco)                             | [ 20 ]        |
| 1995 - 2003                                  | José Roberto Hilário da Silva                        | [ 21 ]        |
| 2004 - 2007                                  | Laerte Gomes de Carvalho                             | [ 22 ]        |
| 2008 - 2009                                  | Reginaldo Valadão                                    | [ 23 ]        |
| 2009 - 2016                                  | José Roberto Hilário da Silva (Zé Roberto)           | [ 24 ]        |
| 2016 - 16 de dezembro de 2017                | Carlos Roberto Ferreira (Barbeirinho do Jacarezinho) | [ 8 ] [ 24 ]  |
| 16 de dezembro de 2017 - 14 de abril de 2019 | Maria Madalena dos Santos Rocha                      | [ 24 ] [ 25 ] |
| 2019 - 2025                                  | Ignácio Junior (Junior Jogador)                      | [ 26 ]        |
| 2025 - Atual.                                | Mattheus Gonçalves                                   |               |

### Intérpretes

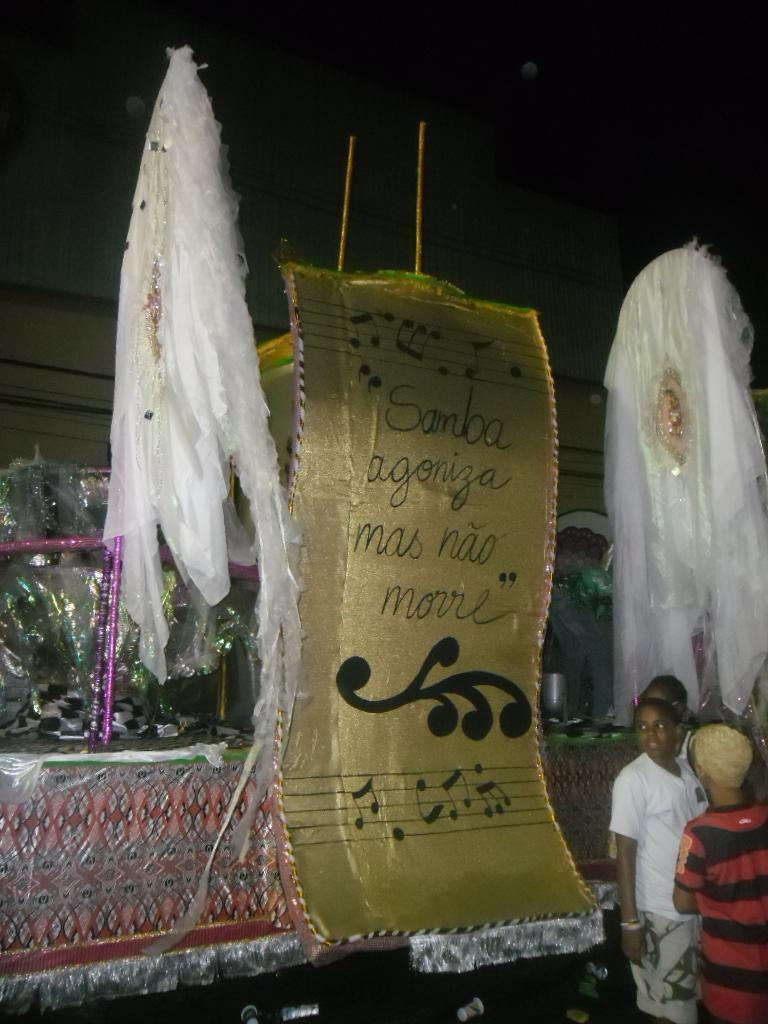
Imagem do desfile de 2012.

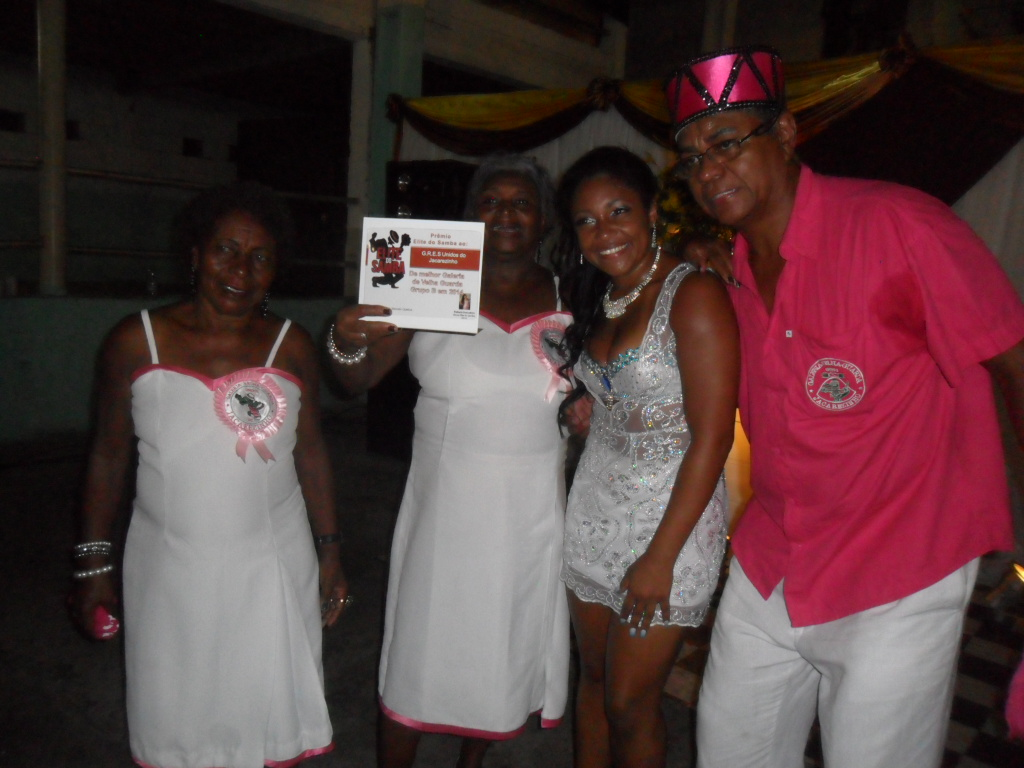
Prêmio Elite do Samba 2013.

| Intérpretes                       | Carnavais     | Ref.          |
| --------------------------------- | ------------- | ------------- |
| Eliezer Rodrigues                 | 1982          | [ 27 ]        |
| Batista do Jacarezinho            | 1983–1984     | [ 27 ]        |
| Eliezer Rodrigues                 | 1985          | [ 27 ]        |
| Mauro da Bacia                    | 1986          | [ 27 ]        |
| Batista do Jacarezinho            | 1987–1988     | [ 27 ]        |
| Carlinhos de Pilares              | 1989          | [ 28 ]        |
| Alexandre D'Mendes                | 1990          | [ 29 ]        |
| Eliezer Rodrigues                 | 1991–1993     | [ 27 ]        |
| Carvalhaes                        | 1994          | [ 27 ]        |
| Clóvis Pê                         | 1995–1997     | [ 27 ] [ 30 ] |
| Eliezer Rodrigues                 | 1998          | [ 27 ]        |
| Joelson                           | 1999–2003     | [ 27 ]        |
| Eliezer Rodrigues                 | 2004–2005     | [ 27 ]        |
| Aílton Santos                     | 2006–2023     | [ 26 ] [ 31 ] |
| Aílton Santos e Ciganerey         | 2024          |               |
| Aílton Santos e Barata Benevenuto | 2025          |               |
| Aílton Santos e Thiago Acácio     | 2026-presente |               |

### Comissão de Frente
| Período       | Coreógrafo(a)   | Referência |
| ------------- | --------------- | ---------- |
| 2014 - 2015   | Renata Mounier  | [ 32 ]     |
| 2026-presente | Akia de Almeida | [ 33 ]     |

### Mestre-sala e Porta-bandeira
| Carnavais     | Casal                           | Ref.          |
| ------------- | ------------------------------- | ------------- |
| 2015-2018     | Mauro Lima e Letícia Pereira    | [ 34 ] [ 35 ] |
| 2019-2020     | Serginho Sorriso e Carol Santos | [ 26 ] [ 36 ] |
| 2025          | Yuri Souzah e Débora de Almeida | [ 37 ]        |
| 2026-presente | Maycon Ferreira e Lorenna Brito | [ 38 ]        |

### Bateria

#### Mestres
| Diretores de Bateria | Carnavais     | Ref.   |
| -------------------- | ------------- | ------ |
| Marquinhos Mancha    | 2014          |        |
| Denilson             | 2015-2018     | [ 35 ] |
| Darllan Nascimento   | 2019          | [ 39 ] |
| Marquinhos Rato      | 2020-2021     | [ 26 ] |
| Rafael Pelezinho     | 2022-presente | [ 40 ] |

#### Corte da Bateria
| Carnavais     | Rainha da Bateria | Madrinha da Bateria  | Ref                         |
| ------------- | ----------------- | -------------------- | --------------------------- |
| 2006 – 2010   | Flávia Motta      |                      |                             |
| 2011          | Flávia Motta      | Susan Marriane Suhet | [ 41 ]                      |
| 2012          | Flávia Motta      | Sanne Belussi        |                             |
| 2013          | Flávia Motta      | Gracyanne Barbosa    | [ 42 ] [ 43 ] [ 44 ] [ 45 ] |
| 2014-2016     | Thalia Cristina   | Larissa Miguel       |                             |
| 2017-2020     | Larissa Miguel    |                      | [ 46 ]                      |
| 2025          | Regiane Rodrigues |                      |                             |
| 2026-presente | Karen Lopes       |                      | [ 47 ]                      |

### Direção de Carnaval
| Diretores de Carnaval                         | Carnavais     | Ref.   |
| --------------------------------------------- | ------------- | ------ |
| Tuninho da Fé                                 | 2014          |        |
| Serginho da Flack                             | 2015          | [ 35 ] |
| Flavio Melo                                   | 2016          |        |
| Serginho da Flack Tânia Maria Gessy do Fundão | 2020          | [ 26 ] |
| Zé Roberto                                    | 2024-2025     | [ 48 ] |
| Luis Claudio Andrade e Arídio Oliveira        | 2026-presente |        |

### Direção de Harmonia
| Diretores de Harmonia | Carnavais     | Ref.                 |
| --------------------- | ------------- | -------------------- |
| Ronaldo e Wallace     | 2014-presente | [ 35 ] [ 26 ] [ 48 ] |

## Carnavais
| Unidos do Jacarezinho                                                                                                 | Unidos do Jacarezinho                                                                                                 | Unidos do Jacarezinho                                                                                                 | Unidos do Jacarezinho | Unidos do Jacarezinho                                                                                                 | Unidos do Jacarezinho |
| Ano | Colocação | Divisão | Enredo | Carnavalesco | Ref.                  |
| --- | --- | --- | --- | --- | --------------------- |
| 1967 | Campeã | Grupo 3 | "Exaltação a Frei Caneca." (Samba-enredo composto por Monarco) | Ney Gonçalves | [ 49 ]                |
| 1968 | 10.º Lugar | Grupo 2 | "Exaltação à cultura nacional." (Samba-enredo composto por Monarco) | Ney Gonçalves | [ 50 ]                |
| 1969 | Vice-campeã | Grupo 2 | "Vila-Rica do Pilar." (Samba-enredo composto por Monarco) | Ney Gonçalves | [ 51 ]                |
| 1970 | 9.º Lugar (Rebaixada)                                                                                                 | Grupo 1 | "O fabuloso mundo do circo." (Samba-enredo composto por Marcos Rodrigues e Sarabanda) | Mário Barcelos e Júlio Matos                                                                                          | [ 52 ]                |
| 1971 | 8.º Lugar | Grupo 2 | "Bahia de ontem, de hoje e de sempre." (Samba-enredo composto por Sereno) | Mário Barcelos e Júlio Matos                                                                                          | [ 53 ]                |
| 1972 | Vice-campeã | Grupo 2 | "Banzo-Ayê!" (Samba-enredo composto por Nonô e Zé Dedão) | Mário Barcelos e Júlio Matos                                                                                          | [ 54 ]                |
| 1973 | 10.º Lugar (Rebaixada)                                                                                                | Grupo 1 | "Ameno Resedá" (Samba-enredo composto por Nonô, Sereno e Zé Dedão) | Mário Barcelos e Júlio Matos                                                                                          | [ 55 ]                |
| 1974 | 10.º Lugar | Grupo 2 | "Dú-dú Calunga, a maravilhosa arte negra." (Samba-enredo composto por Rody do Jacarezinho e Gaspar) | Mário Barcelos e Júlio Matos                                                                                          | [ 56 ]                |
| 1975 | 12.º Lugar | Grupo 2 | "Catarina Mina!" (Samba-enredo composto por Rody do Jacarezinho) | Mário Barcelos e Júlio Matos                                                                                          | [ 57 ]                |
| 1976 | 7.º Lugar | Grupo 2 | "Canudos, História de sua gente." (Samba-enredo composto por Meireles, Guaraci, Moreira e Thompson) | Jesué Silva e Moryd Baimaceda                                                                                         | [ 58 ]                |
| 1977 | 8.º Lugar | Grupo 2 | "A glória dos Quilombos." (Samba-enredo composto por Rody do Jacarezinho e Nonô) | Jesué Silva e Moryd Baimaceda                                                                                         | [ 59 ]                |
| 1978 | 10.º Lugar | Grupo 2 | "Todas as rosas do meu Rio." (Samba-enredo composto por Rody do Jacarezinho, Nonô, Jonas e Isauro) | Jesué Silva e Moryd Baimaceda                                                                                         | [ 60 ]                |
| 1979 | 7.º Lugar | Grupo 2A | "Sai azar, pé de pato, mangalô três vezes!" (Samba-enredo composto por Rody do Jacarezinho, Nonô, Jonas e Isauro) | Jesué Silva e Moryd Baimaceda                                                                                         | [ 61 ]                |
| 1980 | 7.º Lugar (Rebaixada)                                                                                                 | Grupo 2A | "E o morro desce." (Samba-enredo composto por Barbeirinho do Jacarezinho, Ezinho, Baeco, Beto e Paulinho) | Jesué Silva e Moryd Baimaceda                                                                                         | [ 62 ]                |
| 1981 | Vice-campeã | Grupo 2B | "Paulo da Portela, majestade do samba!" (Samba-enredo composto por Dicaia, JB e Didi) | Jesué Silva e Moryd Baimaceda                                                                                         | [ 63 ]                |
| 1982 | Campeã | Grupo 2A | "Geraldo Pereira, eterna glória do samba!" (Samba-enredo composto por Monarco) | Jesué Silva e Moryd Baimaceda                                                                                         | [ 64 ]                |
| 1983 | 9.º Lugar | Grupo 1B | "Quente como o inferno, negro como a noite, doce como o amor." (Samba-enredo composto por Meireles, Batista do Jacarezinho, Carlinhos e Hélio)                                                                                              | Jesué Silva e Moryd Baimaceda                                                                                         | [ 65 ]                |
| 1984 | 10.º Lugar | Grupo 1B | "Ziguezagueando, no Zum Zum da fantasia." (Samba-enredo composto por Meireles, Batista do Jacarezinho e Carlinhos) | Jesué Silva e Moryd Baimaceda                                                                                         | [ 65 ]                |
| 1985 | 6.º Lugar | Grupo 1B | "Do batuque à Apoteose, o samba pede passagem." (Samba-enredo composto por Barbeirinho do Jacarezinho, JB, Boró e Expedito) | Jesué Silva e Moryd Baimaceda                                                                                         | [ 66 ]                |
| 1986 | Campeã | Grupo 2 | "Candeia, luz da inspiração!" (Samba-enredo composto por Bené do Feitiço, Pedrinho Total, Zé Leitão, Vilmar e Marquinho Mancha) | Flávio Tavares | [ 67 ]                |
| 1987 | 11.º Lugar (Rebaixada)                                                                                                | Grupo 1 | "Lupicínio Rodrigues, a dor-de-cotovelo." (Samba-enredo composto por Mílton de Luna, Bené do Feitiço, Madeira, J. Andrade e Lúcio Bacalhau)                                                                                                 | Flávio Tavares | [ 68 ]                |
| 1988 | Vice-campeã | Grupo 2 | "Parabéns pra vocês!" (Samba-enredo composto por Macambira e Batista do Jacarezinho) | Lucas Pinto | [ 69 ]                |
| 1989 | 18.º Lugar (Rebaixada)                                                                                                | Grupo 1 | "Mitologia, Astrologia, Horóscopo, uma bênção." (Samba-enredo composto por Barbeirinho do Jacarezinho, Jorge PI, Serginho da Banda, Macambira, Batista do Jacarezinho e Lúcio Bacalhau)                                                     | Lucas Pinto | [ 70 ]                |
| 1990 | 5.º Lugar | Grupo A (segunda divisão)                                                                                             | "Iuro-Pari - a voz da mata." (Samba-enredo composto por Clomar, Serginho e Maurício) | Oswaldo Jardim | [ 71 ]                |
| 1991 | 3.º Lugar | Grupo A (segunda divisão)                                                                                             | "Sou negro, sou raça, sou gente." (Samba-enredo composto por Macambira, Jonas e G.P.) | Reinaldo Valença e Chocolate                                                                                          | [ 72 ]                |
| 1992 | 6.º Lugar | Grupo A (segunda divisão)                                                                                             | "A visita do Jacarezinho ao reino encantado de Maria Clara Machado." (Samba-enredo composto por Tingó, Gilson Bernini, Clóvis Pê e Fernando)                                                                                                | Carlos Feijó e Eduardo Gonçalves                                                                                      | [ 73 ]                |
| 1993 | 13.º Lugar | Grupo A (segunda divisão)                                                                                             | "Mangueira, beleza que a natureza criou." (Samba-enredo composto por Tobi, Jonas, Zezinho e Macambira) | Flávio Tavares | [ 74 ]                |
| 1994 | 8.º Lugar | Grupo A (segunda divisão)                                                                                             | "E agora... eu - ao vivo e a cores." (Samba-enredo composto por Paulinho Zona Sul, Zé Luis CI e Tingó) | Reinaldo Valença | [ 75 ]                |
| 1995 | 11.º Lugar (Rebaixada)                                                                                                | Grupo A (segunda divisão)                                                                                             | "E o Jacarezinho descobriu Atlântida, a tela perdida." (Samba-enredo composto por Clóvis Pê, Gilson Bernini, Moacir e Walter Veneno) | Comissão de Carnaval e Eduardo Gonçalves                                                                              | [ 76 ]                |
| 1996 | 3.º Lugar | Grupo B (terceira divisão)                                                                                            | "Vapt Vupt - 44 anos de cultura, humor e fantasia." (Samba-enredo composto por Carvalhaes, Nery, Gilson Bernini e Bizuca) | Comissão de Carnaval                                                                                                  | [ 77 ]                |
| 1997 | 3.º Lugar | Grupo B (terceira divisão)                                                                                            | "Sonhando com a infância. Oh, como é doce ser criança." (Samba-enredo composto por Zezinho Sta. Laura, Aílton, Thionio e Ito) | Comissão de Carnaval                                                                                                  | [ 78 ]                |
| 1998 | Campeã | Grupo B (terceira divisão)                                                                                            | "Jacarezinho é.... Etnias na Sapucaí." (Samba-enredo composto por Jorge Branco, Walter Veneno, Beto, Mascote e Moacir) | Comissão de Carnaval                                                                                                  | [ 79 ]                |
| 1999 | 5.º Lugar | Grupo A (segunda divisão)                                                                                             | "Jacarezinho canta e se encanta com os mistérios do senhor da luz." (Samba-enredo composto por Machado, Bigo, Thionio, Feijão, Joelson, Xande de Pilares e Nego Piu)                                                                        | Cláudio Jesus e Everton Domingos                                                                                      | [ 80 ]                |
| 2000 | 10.º Lugar (Rebaixada)                                                                                                | Grupo A (segunda divisão)                                                                                             | "Do Barão à fundação - 100 anos a serviço da nação." (Samba-enredo composto por Bizuca, Gilson, Walter, Adenildo, Thionio, Carvalhaes e Maurício Alves)                                                                                     | Cláudio Jesus e Everton Domingos                                                                                      | [ 81 ]                |
| 2001 | 3.º Lugar | Grupo B (terceira divisão)                                                                                            | "Maracanã, 50 anos de emoções." (Samba-enredo composto por Tião Larrieu, Tia Helô, Dalvan e Nelson Pilão) | Cláudio Jesus e Everton Domingos                                                                                      | [ 82 ]                |
| 2002 | 3.º Lugar | Grupo B (terceira divisão)                                                                                            | "Jacarezinho e Daniel Azulay brincando nos 25 anos da Turma do Lambe-Lambe." (Samba-enredo composto por Maneco, Leandro Thomaz, Pedro Miguel e Diego Moura)                                                                                 | Eduardo Gonçalves e Wanyr Júnior                                                                                      | [ 83 ]                |
| 2003 | 8.º Lugar | Grupo B (terceira divisão)                                                                                            | "Jacarezinho roda, roda, roda e avisa: Que saudades do Velho Guerreiro" - Chacrinha! (Samba-enredo composto por Barbeirinho do Jacarezinho, Marcos Diniz, Baianinho do Pandeiro e Nego Piu)                                                 | Eduardo Gonçalves | [ 84 ]                |
| 2004 | 4.º Lugar | Grupo B (terceira divisão)                                                                                            | "Unisuam no mundo Jacaré, coruja é rei." (Samba-enredo composto por Norma do Aílton Santos, Marcelinho, Luiz Bieira e Roxinho) | Eduardo Minucci | [ 85 ]                |
| 2005 | 10.º Lugar (Rebaixada)                                                                                                | Grupo B (terceira divisão)                                                                                            | "Monarco, voz e memória do samba, um passado de glória." (Samba-enredo composto por Barbeirinho do Jacarezinho, Gilson Bernini, Carvalhaes e Baianinho do Pandeiro)                                                                         | Eduardo Minucci | [ 86 ]                |
| 2006 | 3.º Lugar | Grupo C (quarta divisão)                                                                                              | "Jacarezinho guerreiro mostra que a África é aqui!" (Samba-enredo composto por Norma do Getúlio, Madalena, Anderson e Luiz Carlos) | Laerte Gulini | [ 87 ]                |
| 2007 | 9.º Lugar | Grupo C (quarta divisão)                                                                                              | "Taí... Jacarezinho de turbante traz a herança da pequena notável fascinante." (Samba-enredo composto por Anderson, Boi Cachambi, Madalena, Gordo, Luiz Carlos, Norma do Getúlio, Odmar e Simonal)                                          | Comissão de Carnaval (Laerte Gulini, Leonardo Soares e Silvio Fernandes)                                              | [ 88 ]                |
| 2008 | Campeã | Grupo C (quarta divisão)                                                                                              | "A visita do Jacarezinho ao reino encantado de Maria Clara Machado." (Reedição do enredo de 1992) | Eduardo Gonçalves e Gebran Smera                                                                                      | [ 89 ]                |
| 2009 | 3.º Lugar | Grupo RJ-1 (terceira divisão)                                                                                         | "Ora, pois, pois... Tem paticumbum à vista!" (Samba-enredo composto por Anderson, Luiz Carlos, Moleque Silveira e Barbeirinho do Jacarezinho)                                                                                               | Alex de Oliveira | [ 90 ]                |
| 2010 | 10.º Lugar (Rebaixada)                                                                                                | Grupo RJ-1 (terceira divisão)                                                                                         | "Jacarezinho.com.br" (Samba-enredo composto por Anderson Bala, Flávio Diogo, Mauro de Paula e Tuninho da Fé) | Alex de Oliveira | [ 91 ]                |
| 2011 | 6.º Lugar | Grupo C (quarta divisão)                                                                                              | "Encantados" (Samba-enredo composto por Mauro de Paula, Flávio Diogo, Ribamar, Martins, Tuninho Jr. e Moisés Santiago) | Eduardo Gonçalves | [ 92 ]                |
| 2012 | Campeã | Grupo C (quarta divisão)                                                                                              | "O samba agoniza mas não morre! Nelson Sargento da Mangueira e também do Jacaré" (Samba-enredo composto por Andinho do Samba, André Fluido, Cadu Régis, Douglas Monteiro, Leandro Partideiro e Ney Barros)                                  | Eduardo Gonçalves | [ 93 ]                |
| 2013 | 18.º Lugar (Rebaixada)                                                                                                | Série A (segunda divisão)                                                                                             | "Puxador, não. Intérprete!" (Samba-enredo composto por Andinho do Samba, André Fluido , Cadu Régis, Chiquinho Gomes, Leandro Partideiro, Marquinho e Robson Pereira)                                                                        | Marcus Ferreira | [ 94 ]                |
| 2014 | 8.º Lugar | Grupo B (terceira divisão)                                                                                            | "Africanidades!" (Samba-enredo composto por Andinho do Samba, Alexandre Bordoni, Cadu Régis, Douglas Monteiro, Leandro Partideiro e Ney Barros)                                                                                             | Gebran Smera | [ 95 ]                |
| 2015 | Vice-campeã | Série B (terceira divisão)                                                                                            | "Pirilampos – Uma lenda Curumim." (Samba-enredo composto por Mag do Cavaco, Sérgio Pegador e Junior Miranda) | Eduardo Gonçalves | [ 96 ]                |
| 2016 | 9.º Lugar | Série B (terceira divisão)                                                                                            | "Aha! Uhu! É festa do Jacarezinho. 50 anos de cultura, arte e alegria de uma comunidade" (Samba-enredo composto por Alexandre Bordoni, Vinícius de Paula, Ney Barros, Andinho do Samba, Cicinho Harmonia, Fabiano Bordoni e Mauro de Paula) | Eduardo Gonçalves | [ 97 ]                |
| 2017 | 9.º Lugar | Série B (terceira divisão)                                                                                            | "O dia em que o jacaré comeu a noite" (Samba-enredo composto por Madalena, Serginho Aguiar, Felipe Nazário, Elaine Ribeiro, Carlinhos Ousadia, Fred Lima, Araguaci do Carmo, Nino Smith e Gigi da Estiva)                                   | Eduardo Gonçalves | [ 98 ]                |
| 2018 | 12.º Lugar (Rebaixada)                                                                                                | Série B (terceira divisão)                                                                                            | "O Cântico do Poeta pelo Amor de Euzébia." (Samba-enredo composto por Gilson Bernini, Rody do Jacarezinho, Macambira, Mauro de Paula e Aílton Santos)                                                                                       | Eduardo Gonçalves | [ 99 ]                |
| 2019 | 9.º Lugar | Série C (quarta divisão)                                                                                              | "Nzungu – O Quilombo Negro de Resistência, vamos fazer barulho de preto na Avenida!" (Samba-enredo composto por Lucas Donato, Matheus Machado, Marcos Vinícius e G. Tadeu)                                                                  | Eduardo Gonçalves | [ 100 ]               |
| 2020 | 15.º Lugar | Especial da Intendente (terceira divisão)                                                                             | "Do Professor ao Sucessor. Brilha o passado e o presente Azul e Branco." (Samba-enredo composto por Alexandre Bordoni, Mauro de Paula, Ney Barros, Aílton Santos, Andinho do Samba, Cicinho Harmonia e Bileco D'Cavaco)                     | Flavio Lins | [ 26 ] [ 101 ]        |
| Inicialmente adiados para o mês de julho, os desfiles do Carnaval 2021 foram cancelados devido a pandemia de Covid-19 | Inicialmente adiados para o mês de julho, os desfiles do Carnaval 2021 foram cancelados devido a pandemia de Covid-19 | Inicialmente adiados para o mês de julho, os desfiles do Carnaval 2021 foram cancelados devido a pandemia de Covid-19 | Inicialmente adiados para o mês de julho, os desfiles do Carnaval 2021 foram cancelados devido a pandemia de Covid-19 | Inicialmente adiados para o mês de julho, os desfiles do Carnaval 2021 foram cancelados devido a pandemia de Covid-19 | [ 102 ]               |
| 2022 | 4.º Lugar | Série Prata (Sábado) (terceira divisão)                                                                               | "Ave, Ave Rainha! - Senhora da Berlinda" | Flavio Lins | [ 103 ] [ 104 ]       |
| 2023 | 8.º Lugar | Série Prata (terceira divisão)                                                                                        | "Alô Alô! Algodão Doce pra Vocês!" (Reedição do enredo de 2002) (Samba-enredo composto por Maneco, Leandro Thomaz, Pedro Miguel e Diego Moura)                                                                                              | Flavio Lins | [ 105 ]               |
| 2024 | 5.º Lugar | Série Prata (Sexta-feira) (terceira divisão)                                                                          | "Na Fé dos Padroeiros o Rio Pede Paz" | Flávio Lins | [ 106 ]               |
| 2025 | Campeã | Série Prata (Terça-feira) (terceira divisão)                                                                          | Eureka! E fez-se a luz! | Carlos Eduardo |                       |
| 2026 | | Série Ouro (segunda divisão)                                                                                          | O ar que se respira agora inspira novos tempos | Bruno de Oliveira |                       |

## Títulos
| Títulos do GRES Unidos do Jacarezinho | Títulos do GRES Unidos do Jacarezinho | Títulos do GRES Unidos do Jacarezinho | Títulos do GRES Unidos do Jacarezinho |
| ------------------------------------- | ------------------------------------- | ------------------------------------- | ------------------------------------- |
| Divisão                               | Divisão                               | Títulos                               | Carnavais                             |
|                                       | Segunda Divisão                       | 1                                     | 1986                                  |
|                                       | Terceira Divisão                      | 4                                     | 1967, 1982, 1998, 2025                |
|                                       | Quarta Divisão                        | 2                                     | 2008, 2012                            |

## Premiações
Prêmios recebidos pelo GRES Unidos do Jacarezinho.
| Ano  | Prêmio              | Categoria / premiados | Divisão        | Ref.    |
| ---- | ------------------- | --- | -------------- | ------- |
| 1987 | Estandarte de Ouro  | Revelação (Alex) | Grupo Especial | [ 107 ] |
| 1999 | S@mba-Net           | Velha guarda | Grupo A        | [ 108 ] |
| 1999 | S@mba-Net           | Ala das crianças | Grupo A        | [ 108 ] |
| 2000 | S@mba-Net           | Ala das baianas | Grupo A        | [ 109 ] |
| 2001 | S@mba-Net           | Velha guarda | Grupo B        | [ 110 ] |
| 2002 | S@mba-Net           | Melhor desfile | Grupo B        | [ 111 ] |
| 2002 | S@mba-Net           | Enredo ("Jacarezinho brincando com Daniel Azulay, nos 25 anos da turma do Lambe-Lambe")                                                         | Grupo B        | [ 111 ] |
| 2002 | S@mba-Net           | Ala das crianças | Grupo B        | [ 111 ] |
| 2003 | S@mba-Net           | Velha guarda | Grupo B        | [ 112 ] |
| 2003 | S@mba-Net           | Revelação (Casal de Mestre-sala e Porta-bandeira mirim)                                                                                         | Grupo B        | [ 112 ] |
| 2004 | S@mba-Net           | Casal de Mestre-sala e Porta-bandeira (Hugo e Michelle)                                                                                         | Grupo B        | [ 113 ] |
| 2004 | Troféu Jorge Lafond | Ala mirim | Grupo B        | [ 114 ] |
| 2004 | Troféu Jorge Lafond | Conjunto de fantasias | Grupo B        | [ 114 ] |
| 2005 | S@mba-Net           | Intérprete (Eliezer) | Grupo B        | [ 115 ] |
| 2006 | Troféu Jorge Lafond | Bateria (Diretor: Mestre Serginho) | Grupo C        | [ 116 ] |
| 2006 | Troféu Jorge Lafond | Casal de Mestre-sala e Porta-bandeira (Mauro Lima de Souza e Michelle Conceição da Rocha)                                                       | Grupo C        | [ 116 ] |
| 2006 | Troféu Jorge Lafond | Conjunto de alegorias | Grupo C        | [ 116 ] |
| 2007 | Troféu Jorge Lafond | Destaque | Grupo C        | [ 117 ] |
| 2008 | S@mba-Net           | Melhor desfile | Grupo C        | [ 118 ] |
| 2008 | Troféu Jorge Lafond | Melhor escola | Grupo C        | [ 119 ] |
| 2008 | Troféu Jorge Lafond | Samba-enredo ("A visita do Jacarezinho ao reino encantado de Maria Clara Machado" - Compositores: Tingó, Gilson, Bernini, Clóvis Pê e Fernando) | Grupo C        | [ 119 ] |
| 2008 | Troféu Jorge Lafond | Ala mirim | Grupo C        | [ 119 ] |
| 2009 | S@mba-Net           | Melhor comunicação com o público | Grupo B        | [ 120 ] |
| 2009 | S@mba-Net           | Velha guarda | Grupo B        | [ 120 ] |
| 2009 | Troféu Jorge Lafond | Harmonia (Direção: José Luiz e Ronaldo Venâncio)                                                                                                | Grupo B        | [ 121 ] |
| 2012 | S@mba-Net           | Melhor desfile | Grupo C        | [ 122 ] |
| 2012 | Troféu Jorge Lafond | Campeã do Grupo C | Grupo C        | [ 123 ] |
| 2012 | Plumas & Paetês     | Compositores (Andinho do Samba, André Fluido, Cadu Regis, Douglas Monteiro, Leandro Partideiro e Nei Barros)                                    | Grupo C        | [ 124 ] |
| 2015 | Plumas & Paetês     | Compositores (Mag do Cavaco, Júnior Miranda e Sérgio Pegador)                                                                                   | Série B        | [ 125 ] |